# Elecciones municipales de 2016 en Santiago
Las elecciones municipales de Santiago de 2016 se realizaron el 23 de octubre de 2016, así como en todo Chile, para elegir a los responsables de la administración local, es decir, de las comunas. En el caso de la capital de la Región Metropolitana, esta elige a su alcalde y a 10 concejales.

## Definición de candidaturas
Para la selección del candidato a alcalde, la coalición oficialista Nueva Mayoría determinó que se presentaría la candidatura de la alcaldesa Carolina Tohá (PPD), sin realizarse primarias. Por su parte, la coalición Chile Vamos, tuvo una larga y mediática disputa por el sillón municipal entre Felipe Alessandri y Carolina Lavín, bajó su candidatura a la alcaldía en favor de su primo y exalcalde de la comuna, Joaquín Lavín, quien finalmente, tras acordar hacer una encuesta entre ambos, declinó su postulación en favor de Felipe Alessandri, concejal en ejercicio por Santiago ya que este le ganó la encuesta por un estrecho margen.

## Primarias
En la comuna de Santiago no se realizaron elecciones primarias legales para la selección de candidatos a alcalde. Para la selección de candidatos a concejal únicamente el pacto Nueva Mayoría realizó Primarias municipales, específicamente el Partido por la Democracia.

## Candidatos
El 7 de agosto de 2016 el Servicio Electoral publicó las candidaturas aceptadas y rechazadas.

### Alcalde
El Servicio Electoral aceptó 7 candidaturas a alcalde. Los candidatos a alcalde de la comuna de Santiago son:
| Poder Ecologista y Ciudadano | Poder Ecologista y Ciudadano | Nueva Mayoría                                                              | Nueva Mayoría                                                              | Chile Vamos                                                                                          | Chile Vamos                                                                                          | Pueblo Unido  | Pueblo Unido | Yo Marco por el Cambio              | Yo Marco por el Cambio              | Alternativa Democrática | Alternativa Democrática | Justicia y Transparencia | Justicia y Transparencia |
| ---------------------------- | ---------------------------- | -------------------------------------------------------------------------- | -------------------------------------------------------------------------- | --- | --- | ------------- | ------------ | ----------------------------------- | ----------------------------------- | ----------------------- | ----------------------- | ------------------------ | ------------------------ |
|                              |                              |                                                                            |                                                                            | | |               |              |                                     |                                     |                         |                         |                          |                          |
| Alonso Rojas                 | Ind.                         | Carolina Tohá                                                              | PPD                                                                        | Felipe Alessandri                                                                                    | RN                                                                                                   | Sergio Flores | PI           | Patricia Morales                    | PRO                                 | Wilfredo Alfsen         | PH                      | Fabián Vásquez           | UPA                      |
|                              |                              | Actual alcaldesa de Santiago (2012-2016) Diputada por Santiago (2002-2009) | Actual alcaldesa de Santiago (2012-2016) Diputada por Santiago (2002-2009) | Actual concejal de Santiago (2004-2008, 2012-2016) Hijo del exalcalde de Santiago Gustavo Alessandri | Actual concejal de Santiago (2004-2008, 2012-2016) Hijo del exalcalde de Santiago Gustavo Alessandri |               |              | Presidenta del Partido Progresista. | Presidenta del Partido Progresista. |                         |                         |                          |                          |

### Concejales
En Santiago se elige 10 concejales. En total se inscribieron 91 candidaturas, de las cuales 86 fueron aceptadas por el Servicio Electoral, en tanto que 7 fueron rechazadas, de las cuales 2 fueron posteriormente inscritas mediante una apelación ante el Tribunal Electoral Regional.
| B. Nueva Mayoría para Chile - Subpacto DC e independientes - Partido Demócrata Cristiano - Verónica Castro Avello - José Antonio Sabat Méndez - Ana María Sermeño Vera - Luis Ramón Recabarren Galdames - Nicolás Preuss Herrera - Francisco Mario Vásquez Olivares - Subpacto PS e independientes - Partido Socialista de Chile - Ismael Calderón Larach - Moisés Bugueño Gómez - Felipe Salgado Mondaca C. Poder Ecologista y Ciudadano - Partido Ecologista Verde - Pablo Riveros Quiroz - Ernesto Medina Aguayo - Independientes - Rosario del Carmen Carvajal Araya - David Castillo Palma - Nicolás Raveau Feliu - Vladimir Nolberto Huichacura Quintriqueo - Cristian Alberto Miranda Sepúlveda - Rodolfo Raúl Villegas Cortes G. Con la Fuerza del Futuro - Subpacto IC, MAS Región e independientes - Independientes - Juan Carlos Salazar Luengo - Juan Luis Marre Ramírez - Sara Georgina Burgos Díaz - Cristina Valesca Poblete Arévalo - Subpacto PRSD e independientes - Partido Radical Socialdemócrata - Octavio Morales Rojas - Silvia Yanet Mendoza Isla - Miguel Oscar Schurter Morales - Independientes - Juan Alberto Hernández Salazar H. Chile Vamos RN e independientes - Renovación Nacional - Jorge Acosta Acosta - Víctor Hidalgo Verdejo - Miguel Morelli Villalón - José Francisco Salamanca Santa María - Carlos Yáñez Mizon - Rodrigo Torres Santana - Independientes - Rodrigo Sutil Servoin - Claudia Vera Navia - Enrique Valdivieso Valdés - Juan Mena Echeverría | J. Chile Vamos PRI-Evópoli e independientes - Subpacto Evópoli e independientes - Partido Evolución Política - María Cecilia Vassallo Rocha - Isabel González Valdés - José Miguel Peña Saavedra - Cristina Gacitúa Cornejo - Liza Lobo Vallejos - Independientes - Patricia Mera Bustos - Cristian González Navarrete - Subpacto PRI e independientes - Partido Regionalista Independiente - Natalia Andrea Navarrete Valenzuela K. Cambiemos la Historia - Revolución Democrática - Natalia Elizabeth Contreras Figueroa - Rolando Suárez Sandoval - Ana María Yáñez Varas - Lorena Patricia Cabrera Valderrama - Independientes - Valeria Bustos Arriagada L. Chile Vamos UDI-Independientes - Unión Demócrata Independiente - Carolina Lavín Aliaga - Leonel Herrera Silva - Adriana Morán Moya - Verónica Pulgar Romero - Cristian Aran Madariaga - Independientes - Romina Luengo Espinoza - Vicente Antonio Vera Cuevas M. Pueblo Unido - Subpacto Igualdad para Chile - Partido Igualdad - Francisca Paz Cleveland González - Diego Wladimir Villas Montecinos - Independientes - Hernán Felipe Cortés Olave - Manuel Carrillo Vallejos | O. Yo Marco por el Cambio - PRO e independientes - Partido Progresista - Raúl Alberto Villavicencio Maraboli - Carlos Andrés Díaz Ortiz - Gonzalo Gachot Hernández - Independientes - Juan Gustavo Solís de Ovando Segovia - Carlos Andrés Cáceres Valdebenito - Alex Enrique Aravena Martínez - Carlos Leva Mac-Donald P. Alternativa Democrática - Humanistas e independientes - Partido Humanista - Danilo Monteverde Reyes - Gabriel Pinto Uribe - María Angélica Carrasco Patuelli - Independientes - Christian Pulgar Toledo R. Justicia y Transparencia - Unión Patriótica - Juan Roco Morales - Zaida Falces Salazar - Álvaro Reyes Hurtado - Valeria Soto Carrasco - Independientes - Agustín Edmundo Cea Aravena S. Nueva Mayoría por Chile - Subpacto PPD e independientes - Partido por la Democracia - Alfredo Morgado Travezan - Alejandro Vega Campos - Erich Schnake Walker - Patricia Campos Inostroza - Independientes - Yasna Marion Quiroz Carrasco - Carlos Eduardo Quiroz Santos - Subpacto PCCH e independientes - Partido Comunista de Chile - Luis Arturo Vicencio Ortiz - José Ruminado Cancino - Iraci Luiza Hassler Jacob - Independientes - Víctor Hugo Castillo Cerda - Julio Sarmiento Machado |

## Resultados

### Elección de alcaldes
Elecciones municipales de 2016, para la alcaldía de Santiago
| Candidato                 | Pacto                        | Partido | Votos  | %      | Resultado |
| ------------------------- | ---------------------------- | ------- | ------ | ------ | --------- |
| Carolina Tohá Morales     | Nueva Mayoría                | PPD     | 23.016 | 36,07% |           |
| Alonso Rojas              | Poder Ecologista y Ciudadano | ILC     | 4.019  | 6,30%  |           |
| Felipe Alessandri Vergara | Chile Vamos                  | RN      | 29.833 | 46,76% | Alcalde   |
| Sergio Flores             | Pueblo Unido                 | IGUAL   | 4.019  | 6,30%  |           |
| Patricia Morales          | Yo Marco por el Cambio       | PRO     | 2.560  | 4,01%  |           |
| Wilfredo Alfsen           | Alternativa Democrática      | PH      | 2.103  | 3,30%  |           |
| Fabián Vásquez            | Justicia y Transparencia     | UPA     | 1.170  | 1,83%  |           |

### Elección de concejales
| Candidato                            | Partido | Votos | % |
| ------------------------------------ | ------- | ----- | - |
| Alfredo Morgado Travezán             | PPD     | 3.071 |   |
| Natalia Contreras Figueroa           | RD      | 2.657 |   |
| Verónica Castro Avello               | PDC     | 1.682 |   |
| Irací Hassler Jacob                  | PC      | 1.660 |   |
| Leonel Herrera Silva                 | IND     | 1.629 |   |
| Rosario Carvajal Araya               | IND     | 1.603 |   |
| Miguel Morelli Villalón              | RN      | 1.406 |   |
| Juan Mena Echeverría                 | IND     | 1.231 |   |
| José Francisco Salamanca Santa María | RN      | 1.226 |   |
| Adriana Morán Moya                   | UDI     | 450   |   |